# El Harmilia
El Harmilia est une commune de la wilaya d'Oum El-Bouaghi en Algérie.

## Géographie

### Localités de la commune
La commune de El Harmelia est composée de 11 localités :
- El Harmelia Centre
- Chaabet Zaouch
- Draa Neidja
- El Fedj
- El Ogla
- Tattoubt
- Draa Mabrouk
- Ain Fatma
- Ain Maboum
- Draa Ben Abderrahmane
- El Merdja